# Takáts Gyula
Takáts Gyula (Tab, 1911. február 4. – Kaposvár, 2008. november 20.) Kossuth-díjas magyar költő, író, műfordító, kritikus, tanár, múzeumigazgató.

## Élete
Takáts Gyula a Nyugat úgynevezett harmadik nemzedékének jeles képviselője.
1911. február 4-én született a Somogy vármegyei Tabon. Polgári családból származott, élete során mindvégig Kaposváron élt.
Egyetemi tanulmányait a pécsi Erzsébet Tudományegyetem Bölcsészettudományi Karán végezte földrajz, geológia, filozófia szakon. 1934-ben tanári és bölcsészdoktori oklevelet szerzett. 1931–32-ben a Grazi Egyetem hallgatója volt.
1937-ben csatlakozott a Márciusi Fronthoz. Ugyancsak ez évben tett tanulmányutat Finnországban. 1939–1940 között Munkácson, 1940–1947 között Kaposváron középiskolai tanár. 1948-ban a Római Magyar Intézet ösztöndíjasa. 1949–1971 között a kaposvári Rippl-Rónai Múzeum igazgatója, majd a Somogy megyei múzeumigazgatóság vezetője lett 1971-es nyugalomba vonulásáig. 1957-től a Magyar PEN Club tagja és 1994-től alelnöke. 1976-tól a Somogy szerkesztőbizottságának tagja, majd főmunkatársa lett. 1985-től a Berzsenyi Dániel Irodalmi és Művészeti Társaság elnöke, 1992-ben a Széchenyi Irodalmi és Művészeti Akadémia alapító tagja. 1994–2003 között a Kossuth- és Széchenyi-díj Bizottság tagja.
A Digitális Irodalmi Akadémia alapító tagja.

## Munkássága
Munkássága, noha a líra középponti szerepét, dominanciáját nem lehet kétségbe vonni, mind művészileg, mind tudományosan igen sokirányú volt.
Múzeumigazgatóként elévülhetetlen érdemeket szerzett a somogyi népművészet elismertetésében. Pótolhatatlan értékű néprajzi tanulmányaiban a somogyi Nagyberek és pásztorvilág avatott ismerőjét tisztelhetjük benne.
Művészetpolitikai munkásságát is e „szűkebb haza” kultúrtörténeti örökségének feltárása, megőrzése motiválta. Nem csupán e témában írt esszéi és tanulmányai jelentősek (pl. Csokonai Vitéz Mihállyal, Berzsenyi Dániellel, Rippl-Rónai Józseffel foglalkozó írásai), hanem gyakorlati tettei, szerepvállalása is a keszthelyi Helikon-ünnepségek, a badacsonyi Egry Múzeum, a niklai Berzsenyi Kúria, a szennai Falumúzeum, a kaposvári Rippl-Rónai Emlékmúzeum elindulásában.
Költőként 1935-ben jelentkezett „Kút” c. kötetével. A pályakezdő költőre szinte azonnal felfigyeltek. Babits Mihály kérésre Radnóti Miklós írt róla kritikát, hosszú időre megalapozva Takáts Gyula „pannon derűjű idilli tájfestő” besorolását. 
Holott Takáts Gyulánál a természet festőisége, idillje mindinkább egyetemes rendezőelvként, bölcseleti kategóriaként jelent meg. 
Versalkotó módszerei fokról fokra változtak. A versek tömörebbé, több síkúvá váltak. A látvány, a valóság, a történelem és egy ősi mitikus világ adta ennek a lírának a szövedékét. Takáts Gyula számára a versírás ekkor már a rejtett összefüggések megragadása volt, kísérlet a „lét költőiségének megélésére”, a világalkotásra. 
Utolsó alkotói periódusában megteremtette költői-filozófusi hasonmását, a Drangalagban élő Csu Fut, akivel drámai párbeszédet folytatott létről, térről, időről, költői feladatról és az elmúlásról.
Harmincas éveiben indult összetéveszthetetlen hangú prózaírói munkássága. Regényei, elbeszélései Somogy határain belül játszódnak. A megváltozott életformák, az átalakuló-formálódó társadalmi berendezkedés, értékvesztések szorításában boldogulni akaró kisemberek világát jelenítette meg morális tisztasággal, ironikus vagy éppen bensőséges témakezeléssel, lélektanilag árnyalt karakterformálással, érzékletes nyelvezettel. A „Színház az Ezüst Kancsóban” c. regényéből nagy sikerű rádiófeldolgozás is készült. Jelentősek életrajzi elemekkel gazdagon átszőtt ifjúsági regényei is.
Műfordításai közül Janus Pannonius-, Quintus Horatius Flaccus- és Petrarca-tolmácsolásai, Carmina Burana (versgyűjtemény)-fordításai emelhetők ki.
Túl a kilencvenen még publikált. Egy jelentős esszégyűjtemény mellett két levelezéskötetet és életrajzi naplójának első kötetét is kiadatta. Legutolsó verseskötete „Hol is a volt” címmel 2007-ben jelent meg.
2005-ben megalapította somogyi elkötelezettségű fiatal írók, költők, irodalmárok támogatására, elindítására a Takáts Gyula Irodalmi Alapítványt.
2008. november 20-án hunyt el.

## Művei

### Versek
- Kút (1935)
- Kakuk a dombon (1937)
- Május (1939)
- Családfa helyett (1941)
- Hold és hárs (1943)
- Se ég, se föld (1947)
- Egry József–Takáts Gyula: Vízitükör. Rajzok és versek; Dunántúli Magvető, Pécs, 1955
- Az emberekhez. Válogatott és új versek; Szépirodalmi, Bp., 1955
- Mézöntő (1958)
- Rózsává lett róka (gyermekversek, 1958)
- Virágok virága (1961)
- Évek, madarak. Válogatott versek; Szépirodalmi, Bp., 1965
- Villámok mértana (1968)
- A tündérhal és a háló. Balatoni halászrege; ill. Bartha László, Móra, Bp., 1968
- Egy kertre emlékezve. Művek és mesterek között; Szépirodalmi, Bp., 1971
- Sós forrás (1973)
- Dorombol a hold (gyermekversek, 1973)
- Száz nap a hegyen (1975)
- Fogadj be, világ (1976)
- Hódolat Berzsenyi szellemének. Versek és tanulmányok; Somogy Megyei Levéltár, Kaposvár, 1976 (Somogyi almanach)
- Vulkánok, fügefák (1978)
- A semmi árnyéka (1980)
- Százhúsz vers (1980)
- Kimondani (1981)
- Helyettük szóljál (1982)
- A rejtett egész (1984)
- Felhők Árkádiából (összegyűjtött versek 1930-1967, 1986)
- Más távlat (összegyűjtött versek 1967-1983, 1987)
- Kövül az idő. Új versek; Szépirodalmi, Bp., 1989
- Szonettek a Styxen túlra (1990)
- Versek Drangalagból (1991)
- Az innen és a túl. A szerző válogatása életművéből; Trikolor–Intermix, Bp.–Ungvár, 1994 (Örökségünk)
- Csu és Drangalag. Új versek; rajz Egry József, Würtz Ádám; Pannónia, Pécs, 1996 (Pannónia könyvek)
- Rajz és líra. Takáts Gyula kiállítása. Vaszary Képtár, Kaposvár, 1998. január 23–február 14.; Vaszary Képtár, Kaposvár, 1998
- Már Drangalag viszi. Új versek; Nap, Bp., 2001
- Emlékek életrajza. Esszék, visszaemlékezések; Berzsenyi, Kaposvár, 2002
- Öt esztendő Drangalagban, 1981–1985. Naplójegyzetek; Pro Pannonia, Pécs, 2005 (Pannónia könyvek)
- Bacchus könyve. Becehegyi emlékek; Berzsenyi, Kaposvár, 2006
- Hol is a Volt. Új versek; Pro Pannonia, Pécs, 2007 (Pannónia könyvek)
- Csorba Győző és Takáts Gyula levelezése, 1941-1991; sajtó alá rend., utószó, jegyz. Pintér László; Pro Pannonia, Pécs, 2008 (Pannónia könyvek)
- Takáts Gyula válogatott versei; vál. Oláh János; Magyar Napló, Bp., 2010 (A magyar irodalom zsebkönyvtára)
- A hóhatárról / Lumirajalta; finnre ford. Lassi Mäkinen; Takáts Gyula Irodalmi Alapítvány, Kaposvár, 2011
- A hasznos szép. Versek a népművészetről és a néphagyományról; vál., bev. Pomogáts Bél; Berzsenyi, Kaposvár, 2011
- Szőlőgyöngy. Ifjúkori művek; vál., szerk., utószó Stamler Ábel, előszó Pomogáts Béla; Sopianae Kulturális Egyesület, Pécs, 2015
- Újabb évek Drangalagban, 1985-1988. Naplójegyzetek; Pro Pannonia, Pécs, 2016 (Pannónia könyvek)
- Becei agenda, 1967–1995. Pincenapló jegyzetek és rajzok; Pro Pannonia, Pécs, 2018 (Pannónia könyvek)

### Próza
- A somogyi Nagyberek (1934)
- Vágják a berket. Kisregény; Egyetemi Nyomda, Bp., 1942 (Diárium könyvtár)
- Polgárjelöltek. Regény; Magyar Élet, Bp., 1945
- Színház az Ezüst Kancsóban; Magvető, Bp., 1957
- Képek és versek útjain (esszék, műfordítások, 1961)
- László Gyula–Martyn Ferenc–Takáts Gyula: Rippl-Rónai emléknapok Kaposváron. 1961; Múzeumok Központi Propaganda Irodája, Bp., 1962
- Kinek könnyebb? (elbeszélések, 1963)
- Draveczky Balázs–Sági Károly–Takáts Gyula: A Somogy megyei múzeumok régészeti adattára; Somogy Megyei Múzeumok Igazgatósága, Kaposvár, 1964 (Somogyi múzeum füzetei)
- Egy flóbertpuska története (ifjúsági regény, 1967)
- Vitorlás a berken (ifjúsági regény, 1971)
- Egy kertre emlékezve (tanulmányok, 1971)
- Hódolat Berzsenyi szellemének (versek, esszék, 1976)
- A harmónia keresése (esszék, 1979)
- Helyét kereső nemzedék. Költők levelei 1934-1949 (1984)
- Tükrök szava – betűk arca. Jegyzetek, válaszok, vallomások; Szépirodalmi, Bp., 1985
- Somogyi pásztorvilág (tanulmány, 1986)
- Csokonai Somogyban (1993)
- Az igazi poézis keresése. Írások Berzsenyi Dánielről (1994)
- Emlékek életrajza (2002)
- Öt esztendő Drangalagban 1981-1985 (2006)
- Bacchus-könyv (2006)
- Fodor András és Takáts Gyula levelezése, 1948–1997; jegyz., szerk. Pintér László, előszó Tüskés Tibor; Pro Pannonia, Pécs, 2007 (Pannónia könyvek)
- Csorba Győző és Takáts Gyula levelezése, 1941–1991; sajtó alá rend., utószó, jegyz. Pintér László; Pro Pannonia, Pécs, 2008 (Pannónia könyvek)
- Takáts Gyula és Tüskés Tibor levelezése, 1959–2008; sajtó alá rend.Fehér Zoltán József; Pro Pannonia, Pécs, 2021 (Pannónia könyvek)

## Tisztségek
1971-től Tab Nagyközség, 1973-tól Kaposvár, 2002-től Balatongyörök díszpolgára. 
1985-től a Berzsenyi Dániel Irodalmi és Művészeti Társaság elnöke. 1994-től a Magyar P.E.N. Club alelnöke. 1992-ben a Széchenyi Irodalmi és Művészeti Akadémia alapító tagja.

## Díjak
- Baumgarten-díj (1941)
- József Attila-díj (1960, 1975)
- A Munka Érdemrend arany fokozata (1971)
- Kaposvár díszpolgára (1973)
- Somogy megye Tanács Művészeti Díja (1977)
- Szocialista Hazáért érdemérem (1981)
- Szocialista Magyarországért érdemrend (1981)
- A Művészeti Alap Nagydíja (1983)
- Déry Tibor-díj (1985)
- A Magyar Népköztársaság aranykoszorúval díszített Csillagrendje (1986)
- A Magyar Köztársaság babérkoszorúval díszített Zászlórendje (1991)
- Kossuth-díj (1991)

## Emlékezete
Kaposvári otthonát, több ezer kötetes könyvtárát, értékes képeit és példátlan kincseket rejtő kézirattárát a városra hagyományozta. A régi családi házban működik ma a Takáts Gyula Emlékház és talán rövidesen megnyílhat a kutatók előtt a kézirattár is.
2012-ben róla nevezték el a Kaposváron található városi és megyei könyvtárat is (mai neve: Takáts Gyula Vármegyei Hatókörű Városi Könyvtár), később pedig teret neveztek el róla a városban. Itt avatták fel 2020-ban a költő mellszobrát.
2017-ben avatták fel egész alakos szobrát Tabon.
Azoknak a híres embereknek az egyike, akiknek az arcképe látható a Kaposváron közlekedő helyi autóbuszokon.